# Sophie von Knorring

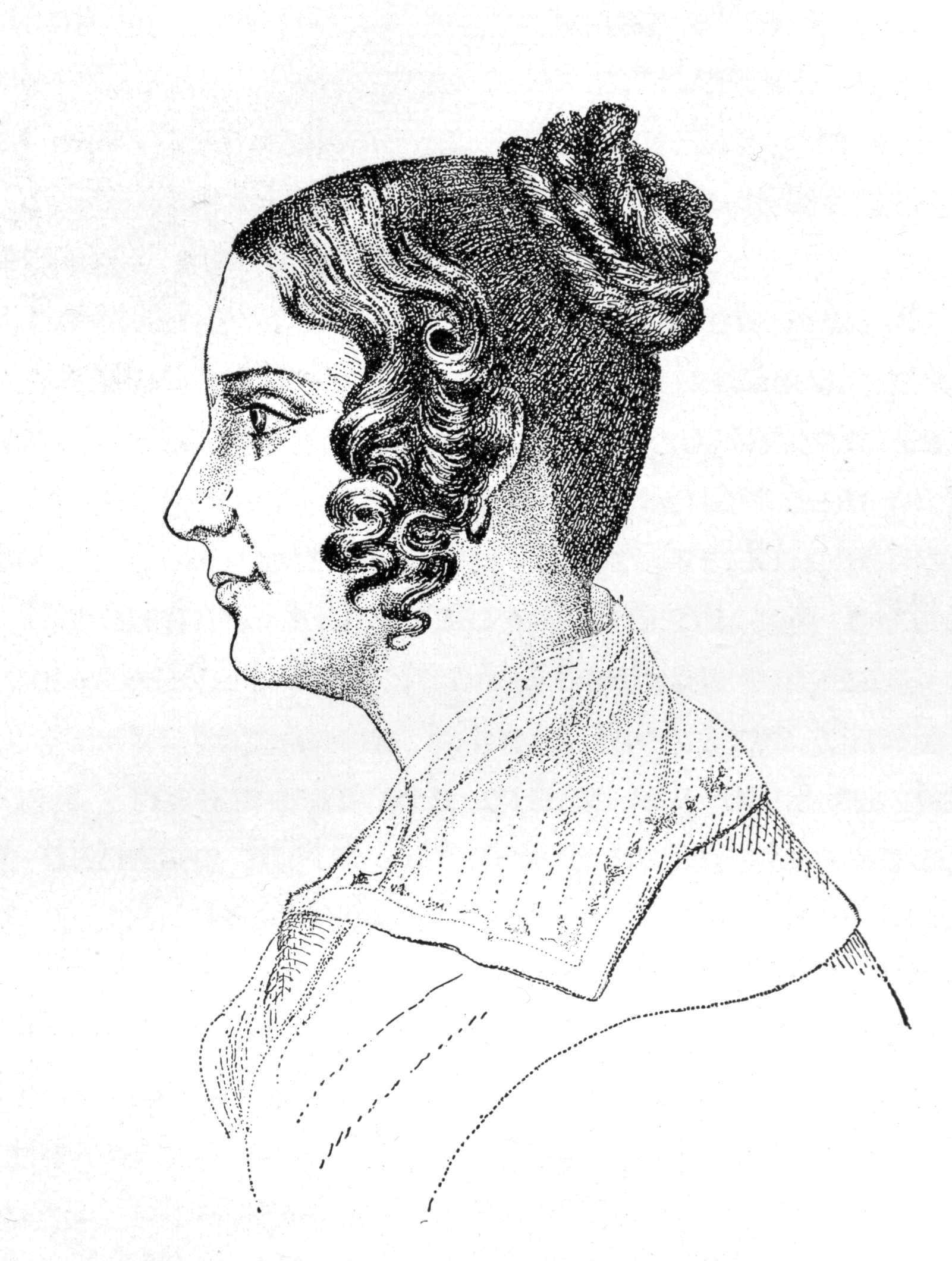
Sophie von Knorring. Teckning.

Sofia Margareta "Sophie" von Knorring, född Zelow 28 september 1797 på Gräfsnäs i Erska socken i Älvsborgs län, död 13 februari 1848 på Skålltorp i Skärvs socken i Skaraborgs län, var en svensk friherrinna och författare.

## Biografi
Sofia Margareta von Knorring var dotter till hovmarskalk Christian Göran Zelow och Helena Sophia Gripenstedt, och gift 1820 med dåvarande major, senare överste friherre Sebastian von Knorring.
Dels i hemmet, dels under en treårig vistelse i Stockholm erhöll hon en vårdad uppfostran. Flera giftermålsanbud framställdes till den begåvade och sköna unga flickan, men först 1820 ingick hon äktenskap med sin faders syssling, dåvarande majoren (slutligen översten) friherre Sebastian Karl von Knorring, ett äktenskap, som alltigenom förblev lyckligt. 1826 flyttade makarna till bostället Ärtekärret, och där angreps hon följande år av en häftig lunginflammation, som lade grund till ett långvarigt bröstlidande, för vilket hon slutligen dukade under.

## Författarskap
Vintern 1829–1830 hade hon besök av två systrar, av vilka den ena nyss blivit änka och förlorat sitt enda barn. För att bringa henne någon tröst började friherrinnan von Knorring författa en roman, som kapitel efter kapitel, allteftersom den skrevs, upplästes i den lilla kretsen och mottogs med förtjusning. Trots livliga uppmaningar från sina åhörare ville hon då ej höra talas om att publicera densamma. Men fyra år därefter, 1834, sålde hon, genom en bekant, manuskriptet för att skaffa sig medel att överraska sin man med en länge efterlängtad julklapp. Romanen, vars titel var Cousinerna (1834; 2:a uppl. 1836), väckte genast vid sitt framträdande en betydande uppmärksamhet. 
Knorring fortsatte sedan sitt författarskap (anonymt). Emellertid hade under denna ansträngande verksamhet hennes hälsa blivit alltmer vacklande, och en vistelse i Tyskland sommaren 1846 (färden skildrades i Bref till hemmet, 1847) skänkte icke någon bot. Hennes Minnen, ett oavslutat arbete, som omfattar blott hennes barndom, offentliggjordes 1861, i Aftonbladet. Samtliga hennes romaner har översatts till danska och tyska (Torparen även till engelska, och Cousinerna till franska).
Knorring debuterade anonymt 1834 med romanen Cousinerna, en realistisk skildring i herrgårdsmiljö där kärleken ställs mot pliktens krav. Cousinerna följdes under pseudonymen "Förf. till Cousinerna", såsom Vännerna (1835), Qvinnorna (1836) och Axel (1836), som är en fortsättning på Cousinerna. Illusionerna (1836), är en realistisk och spirituell skildring av det mondäna sällskapslivet i Stockholm åren 1812–13, som mycket påverkades av Germaine de Staëls besök. Med Ståndsparalleller (1838), som delvis är en folklivsskildring försökte Knorring utöka sin ämneskrets och närma sig den liberala oppositionen. Samuel Ödmanns Hågkomster var inspirationskälla till hennes skildringar av allmogen och prästerskapet. Bland hennes övriga romaner märks Tante Lisbeths 19:e testamente (1838), Skizzer (1841 och 1844) samt Förhoppningar (1843). Torparen och hans omgifning (1843) var den första bonderomanen i svensk litteratur. Uppfattningen av bönderna, "dessa naturmänniskor" är rousseauansk och idealiserad. Denna romans tendens riktade sig mot Carl Jonas Love Almqvists Det går an men förfelade sin verkan.

## Eftermäle
Sophie von Knorring är en av pionjärerna för den realistiska romanen på svenska. Tillsammans med Carl Jonas Love Almqvist, August Blanche, Fredrika Bremer och Emilie Flygare-Carlén dominerade Sophie von Knorring 1830- och 1840-talens svenska realistiska roman.
Tidsförhållandena gjorde, att Sofia Knorrings romaner, konservativa och aristokratiska som de var, inte erhöll samma uppskattning som Fredrika Bremers eller Emilie Flygare-Carléns. De är likväl ganska betydande, dels genom den psykologiska styrkan i skildringen av kvinnorna, dels genom tidsmålningens naiva skådlighet. Det förnämsta av hennes arbeten är Torparen, som inspirerades av Almquists Det går an och innehåller många förträffliga scener ur allmoge- och herrgårdslivet, på samma gång som utmärkta känsloanalyser. Hennes egentliga område är annars de finare samhällskretsarna och deras sällskapsliv.

### Valda och samlade verk
- Illusionerna / utgiven med inledning och kommentarer av Theres Kessler Agdler. Svenska författare. Ny serie, 1100-729X. Stockholm: Svenska vitterhetssamf. (SVS. 2000. Libris 10916825. http://litteraturbanken.se/forfattare/KnorringS/titlar/Illusionerna/info